# Řeholní augustiniánky od Nejsvětějšího Srdce Mariina
Řeholní augustiniánky od Nejsvětějšího Srdce Mariina (francouzsky: Religieuses Augustines du Saint-Cœur de Marie) je ženská řeholní kongregace, jejíž zkratkou je S.C.M.

## Historie
Kongregaci založila Victoire Letellier (řeholním jménem: Marie od sv. Anděly), působící v augustiniánské nemocnici Hôtel-Dieu v Saumuru. Roku 1826 byly sestry z Hôtel-Dieu sloužící zde od roku 1677 vyloučeny. Sestra Letellier se rozhodla s několika sestrami a s pomocí Josepha Varina zřídit novou kongregaci, to se stalo roku 1827 v Paříži.
Roku 1877 získala kongregace od papeže Pia IX. Decretum laudis a roku 1892 došlo k jejímu úplnému schválení. Konstituce byla schválena roku 1927. Dne 10. ledna 1964 se připojily k Řádu augustiniánů.

## Aktivita a šíření
Kongregace se zabývá civilním a křesťanským vzděláváním mládeže, pomoci nemocným a duchovní podporou.
Jsou přítomny jen ve Francii; generální kurie se nachází v Paříži.
Na konci roku 2008 měla kongregace 27 sester ve 2 domech.